# طسينة بيضاء الضلع
طسينة بيضاء الضلع (الاسم العلمي: Cryptoblabes albocostalis)، نوع عثث من فصيلة الناريات وصفها توماس بنينغتون لوكاس عام 1892 وهي معروفة في أستراليا.